# Hôtel Feydeau de Montholon
El hotel Feydeau de Montholon es un hôtel particulier ubicado en París, Francia en el número 35 de quai des Grands-Augustins y el 2 de la rue Séguier, en el VI Distrito de París.
Está clasificado como monumento histórico desde el 31 de enero de 1969 para la fachada y el techo de la rue Séguier, y también está registrado desde la misma fecha para sus fachadas y techos que dan al patio.

## Historia
Residencia parisina de François-de-Paule Feydeau, señor de Plessis-Saint-Antoine y de Trancault, barón de Bourdenay, consejero del Parlamento de París, y su esposa Catherine-Gabrielle de Montholon.
El matemático Pierre-Simon de Laplace vivió allí a partir de entonces.
También albergó la librería Didot, cuyo nombre era La Bible d'Or.